# Komen (Frankrijk)
Komen (Frans: Comines), ook wel Frans-Komen, is een gemeente in het Noorderdepartement in Noord-Frankrijk (Frans: département du Nord). Komen ligt langs de Leie, die er de grens met België vormt. Aan de andere oever ligt het Belgische stadje Komen. Op 1 januari 2022 telde de gemeente 12.649 inwoners.

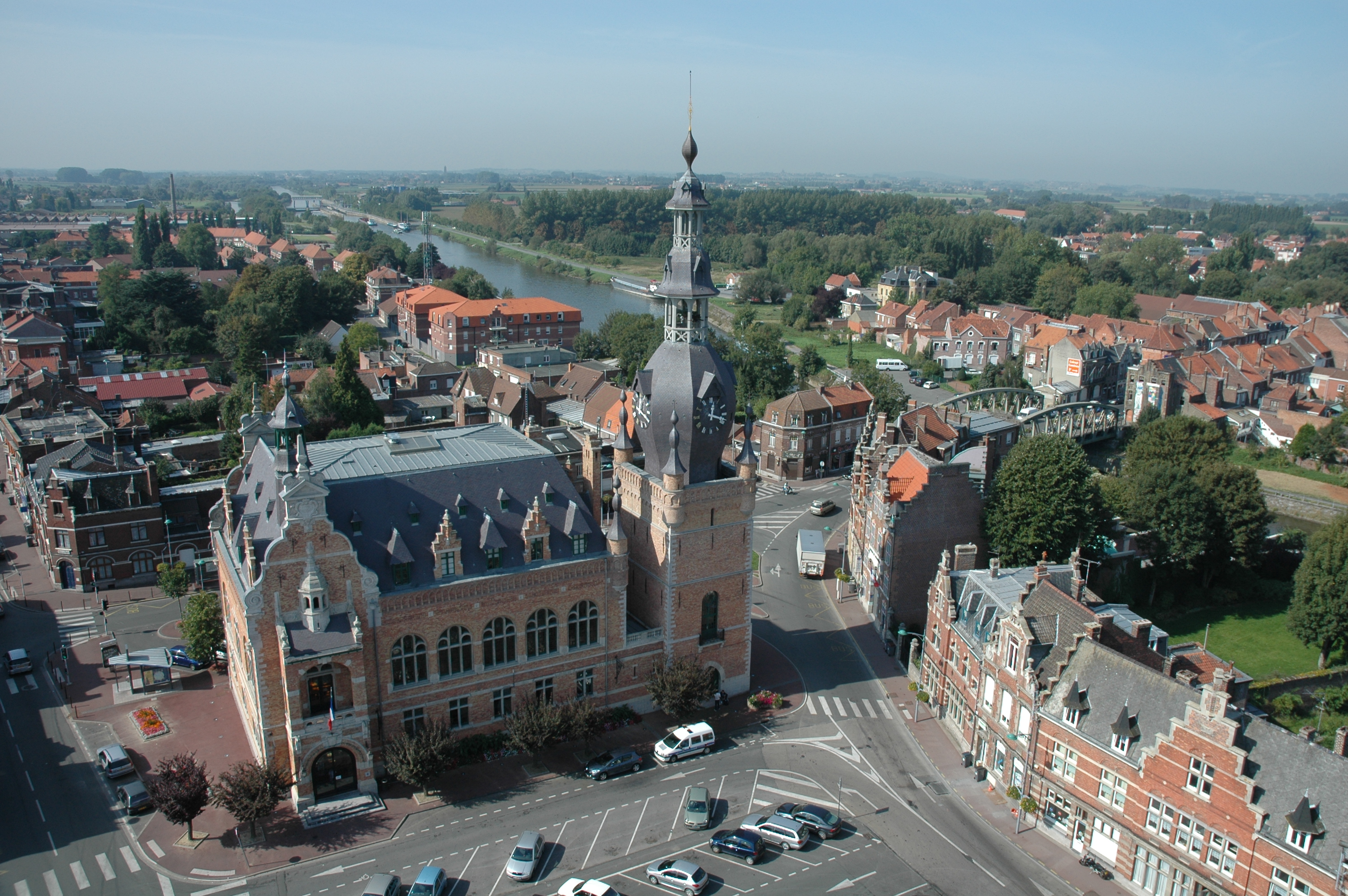
Komen aan de Leie, met het belfort

## Geschiedenis
Archeologische opgravingen tonen een lange bewoningsgeschiedenis aan. In de 10e eeuw ontstond hier een belangrijke heerlijkheid en in 1096 werd Komen voor het eerst vernoemd, als Cumines, verwijzend naar een persoonsnaam of naar het Keltisch Comios, wat villa betekent.
In 1202 nam Boudewijn van Komen deel aan de Derde kruistocht. Geleidelijk groeide de op een gunstig knooppunt gelegen stad, er werden versterkingen opgericht en de lakennijverheid floreerde. In 1384 werd het kasteel herbouwd na diverse invallen van vreemde troepenmachten. In 1359 werd het eerste belfort opgericht. Regelmatig echter werd de stad geteisterd door militaire conflicten. Onder de heer Karel III van Croÿ werd de stad nogmaals hersteld, evenals het beschadigde kasteel. De nieuwe Sint-Chrysoliuskerk werd voltooid in 1615 en het belfort in zijn tegenwoordige vorm kwam gereed in 1623.
In 1668 werd de stad in tweeën gedeeld. Het deel ten zuiden van de Leie kwam aan Frankrijk. Lodewijk XIV liet het kasteel versterken door Vauban, maar in 1664 werd deze vesting weer gesloopt, uit angst dat hij in handen van de Spanjaarden zou vallen. Krachtens de Vrede van Utrecht werd de grens definitief. Nu er vrede was kon de nijverheid weer opbloeien en in 1719 werd de eerste lintenweverij opgericht. Deze industrietak kwam later aan beide zijden van de grens tot bloei. Ook weverijen en spinnerijen ontstonden in de loop van de 19e eeuw. In 1876 werd een station geopend en in 1906 kwam er onder andere een nieuw ziekenhuis en een nieuw weeshuis.
De Eerste Wereldoorlog leidde tot zware verwoestingen. Wel volgde herbouw, maar de meeste fabrieken waren voorgoed verdwenen.
Ook de Tweede Wereldoorlog ging gepaard met bombardementen, onder andere op de elektriciteitscentrale die in 1922 was gebouwd. Op 6 september 1944 werd Komen bevrijd. De textielindustrie leefde op, tot deze door de internationale concurrentie ten onder ging.

## Geografie
De oppervlakte van Komen bedroeg op 1 januari 2022 16,02 vierkante kilometer; de bevolkingsdichtheid was toen 789,6 inwoners per km².

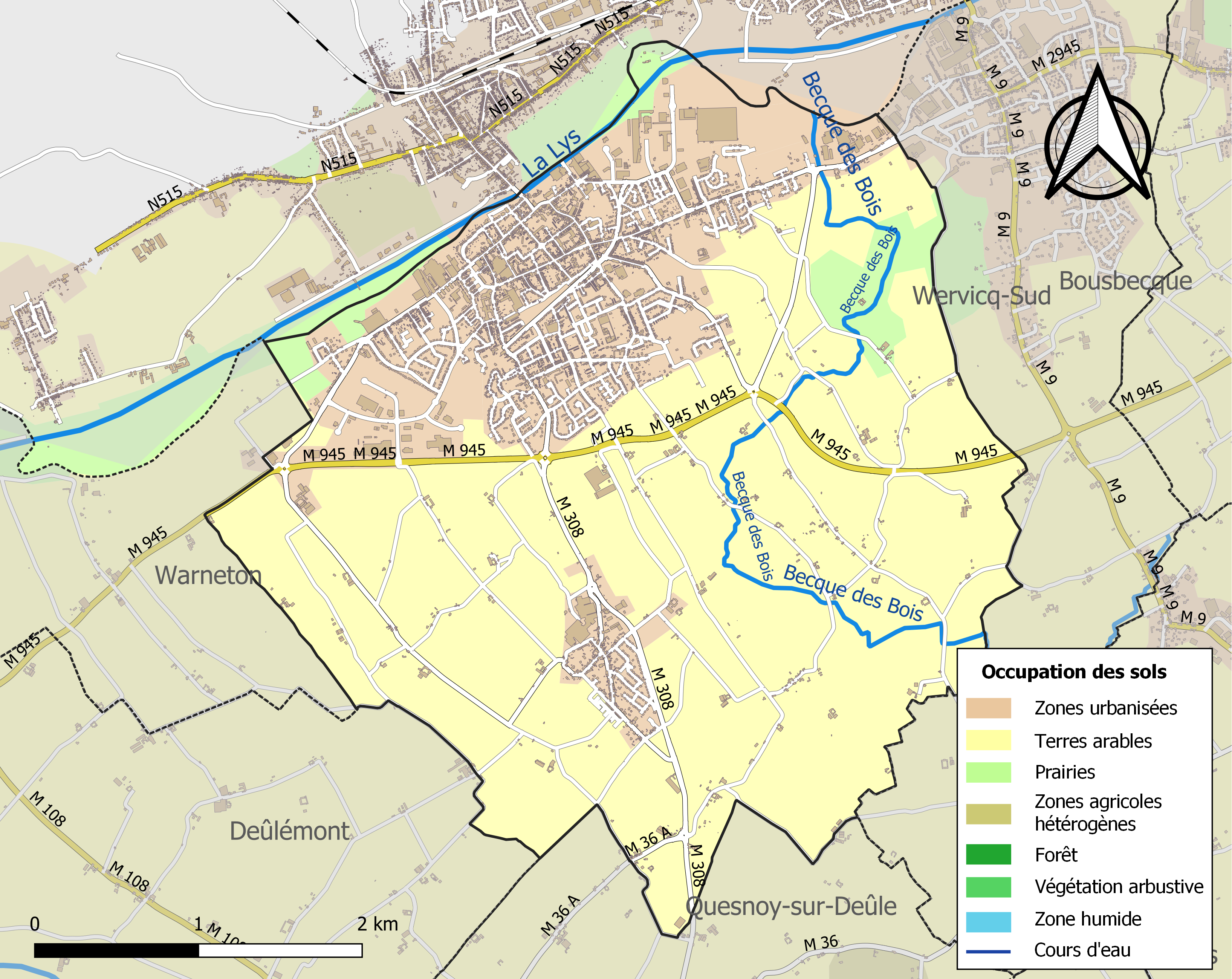
Kaart van de gemeente met belangrijkste infrastructuur, bodemgebruik en omliggende gemeenten

## Bezienswaardigheden
- De Sint-Chrysoliuskerk (Église Saint-Chrysole) is een kerk in neobyzantijnse stijl. De bouw van de kerk begon in 1925, nadat de oude kerk in de Eerste Wereldoorlog was vernield. Het was een gebouw van de architecten Maurice Storez en Dom Bellot. Voor het geraamte van het gebouw werd gewapend beton gebruikt, toen een innovatief materiaal. Dit geraamte werd opgevuld met meerkleurige bakstenen. De kerk werd op 7 juli 1928 ingewijd; het duurde nog tot 1929 eer ze volledig af was.
- De Sint-Margaretakerk
- Het Belfort van Komen is een van de Belforten in België en Frankrijk op de Werelderfgoedlijst van UNESCO. De geschiedenis van het belfort gaat terug tot de 12de eeuw. Het gebouw kreeg zijn huidig uitzicht in 1623. Tijdens de Eerste Wereldoorlog werd het belfort opgeblazen. Het werd in 1924 herbouwd.
- Op de Begraafplaats van Komen staan een Frans en Duits oorlogsmonument voor gesneuvelden uit de Eerste Wereldoorlog. Er bevinden zich ook enkele Britse oorlogsgraven.

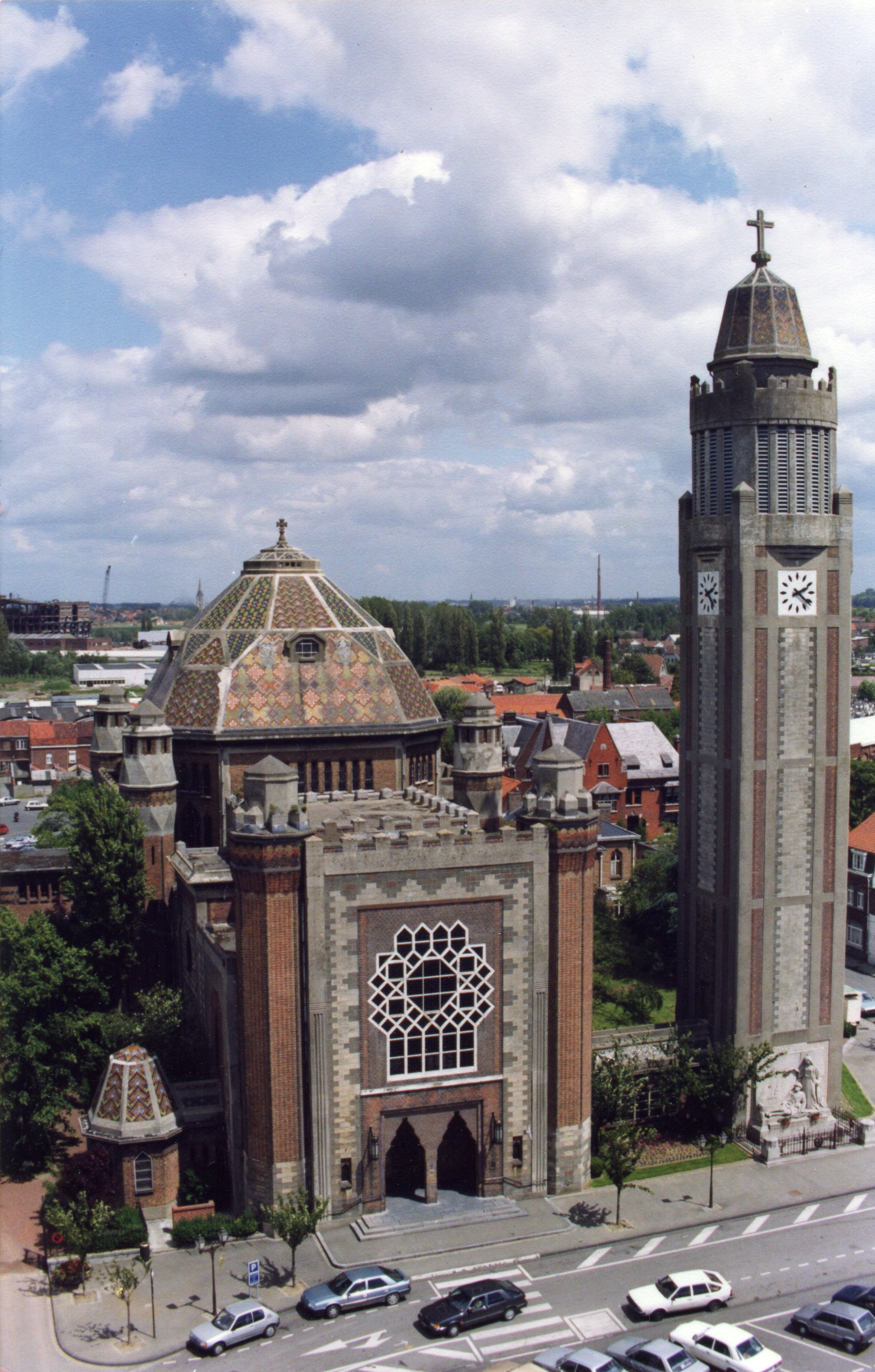
Eglise Saint-Chrysole

## Natuur en landschap
Komen ligt op de rechteroever van de Leie aan de Belgisch-Franse grens.

## Demografie
Onderstaande figuur toont het verloop van het inwonertal (bron: INSEE-tellingen).

## Verkeer en vervoer
In de gemeente liggen de twee spoorwegstations Sainte-Marguerite en Comines aan de lijn Comines-Lille. Het vervoersaanbod is zeer bescheiden: ma-vr 3 treinen, Za 2 treinen (richting Lille 3). Op zon- en feestdagen rijden er helemaal geen treinen. Op 14 december 2019 zullen de laatste treinen rijden, waardoor reizigers naar Lille vanaf 15 december op de bus aangewezen zijn. De busdienst van Ilévia kent wel een frequent aanbod naar Lille en plaatsen in de directe omgeving.

## Geboren in Komen
- Ogier Gisleen van Busbeke (1521/22 - 1592), diplomaat, humanist
- Charles Degroux (1825-1870), kunstschilder, etser en steendrukker
- Nathalie Marquay (17 maart 1967), model, actrice en presentatrice (Miss Frankrijk 1987)

## Nabijgelegen kernen
Komen, Wervicq-Sud, Waasten, Deûlémont, Quesnoy-sur-Deûle